# Kommando Hamburg-Hammerbrook
 (octobre 2024).
Si vous disposez d'ouvrages ou d'articles de référence ou si vous connaissez des sites web de qualité traitant du thème abordé ici, merci de compléter l'article en donnant les références utiles à sa vérifiabilité et en les liant à la section « Notes et références ».
 (octobre 2024).
Le Kommando Hamburg-Hammerbrook (Spaldingstraße) est une unité de travail forcé extérieure au camp de concentration de Neuengamme, mise en place en novembre 1944, après les bombardements de Hambourg, pour effectuer des travaux de déblaiement, de récupération des corps, de déminage, de construction et remise en état.

## Mise en place
En novembre 1944, la SS, responsable du camp de Neuengamme, décide de mettre en place une unité de travail extérieure dans la zone restreinte de Hamburg-Hammerbrook, mise en place après les bombardements de juillet 1943.
Le baraquement, qui hébergent environ 2 000 déportés, est une ancienne manufacture de tabac qui s'élève sur sept niveaux.
Le camp est placé sous la responsabilité du SS-Obersturmführer Karl Wiedemann, puis du SS-Obersturmführer Arnold Strippel. Les deux hommes sont en outre responsables de l'ensemble des camps satellites extérieurs de Neuengamme à Hambourg.

## Fonctionnement
Les déportés sont mis à la disposition de la ville de Hambourg, pour effectuer des travaux de déblaiement et de récupération des corps après les bombardements qui ont ciblé la ville. D'autres sont chargés de procéder à la récupération des cadavres et au déminage des bombes inexplosées.
La plupart sont affectés à la remise en état des lignes de téléphone et de chemin de fer pour les entreprises d'état (Reichsbahn et Telegrafenbauamt) dans les secteurs de Harburg, Wilhelmsburg, Rothenburgsort et Barmbek.
Une centaine de prisonniers construisent, pour l'état-major local de la SS, un bunker sur le cours de l'Alster.
Les conditions de travail et les mauvais traitements entraînent la mort de plus de 800 prisonniers. Leurs corps sont rapatriés sur le camp de Neuengamme ou enterrés au cimetière d'Ohlsdorf.

## Évacuation et libération
Le camp est évacué à la mi-avril 1945 : deux convois transfèrent les déportés survivants vers le camp de Sandbostel.